# 제45회 애니상
제45회 애니상은 2018년 2월 3일에 열린 시상식이다.

## 수상 및 후보

### 최우수 장편 애니메이션
- 코코 - Pixar Animation Studios 수상
- 캡틴 언더팬츠 - DreamWorks Animation
- 카3: 새로운 도전 - Pixar Animation Studios
- 슈퍼배드 3 - Illumination
- 보스 베이비 - DreamWorks Animation

### 최우수 독립 장편 애니메이션
- 더 브레드위너 - Cartoon Saloon / Aircraft Pictures / Melusine Productions 수상
- 이 세상의 한구석에 - Taro Maki, GENCO, Inc. and Masao Maruyama, MAPPA Co., Ltd
- 러빙 빈센트 - BreakThru Films, Production Company
- 낮잠 공주 : 모르는 나의 이야기 - Nippon TV
- 빅 배드 폭스 - Folivari / Panique! / Studiocanal

### 최우수 단편 애니메이션
- 디어 바스켓볼 - 글렌 킨 수상
- 헷지혹스 홈 - National Film Board of Canada, Bonobostudio
- 네거티브 스페이스 - IKKI Films / Manuel Cam Studio
- 스캐빈저 - Titmouse, Inc. // Adult Swim
- 선 오브 재규어 - Google Spotlight Stories, Reel FX

### 최우수 프로덕션
- 리볼팅 라임 - Magic Light Pictures 수상
- Imaginary Friend Society “Feeling Sad” - Hornet
- 올라프의 겨울왕국 어드벤처 - Walt Disney Animation Studios
- Pig: The Dam Keeper Poems - Tonko House
- Tangled Before Ever After - Walt Disney Television Animation

### 최우수 TV광고
- June - Broad Reach Pictures/Chromosphere/Lyft 수상
- Biscotti. Una Storia Buona - Hornet
- League Of Legends ‘Legends Never Die’ - Passion Animation Studios
- Please The Cheese - Psyop
- Sainsbury’s ‘The Greatest Gift’ - Passion Animation Studios

### 최우수 애니메이션 효과상
- 코코 - 숀 갈리나크 외 4명 수상
- Avatar Flight Of Passage - Richard Baneham 외 4명
- 카3: 새로운 도전 - 아미트 바드카르 외 4명
- 슈퍼배드 3 - 브루노 쇼파르 외 3명
- 올라프의 겨울왕국 어드벤처 - 크리스토퍼 헨드릭스 외 4명

### TV 프로덕션 유아부문 최우수상
- Octonauts - Vampire Squid Productions Limited, a Silvergate Media company, in association with Brown Bag Films 수상
- Mickey And The Roadster Racers - Walt Disney Television Animation
- Peg + Cat, The Mariachi Problem - The Fred Rogers Company/ 100 Chickens Productions
- The Stinky & Dirty Show - Amazon Studios
- Through The Woods - Houghton Mifflin Harcourt, The Fred Rogers Company, PIP Animation Services

### TV 프로덕션 어린이부문 최우수상
- We Bare Bears - Cartoon Network Animation Studios 수상
- Buddy Thunderstruck - Stoopid Buddy and American Greetings for Netflix
- Lost In Oz - Amazon Studios
- 니코 앤 더 스워드 오브 라이트 - Amazon Studios
- 탱글드: 더 시리즈 - Walt Disney Television Animation

### TV 프로덕션 최우수상
- Rick And Morty - Williams Street Productions 수상
- Big Mouth - Netflix
- 보잭 호스맨 - Tornante Productions, LLC for Netflix
- Robot Chicken - Stoopid Buddy Stoodios
- 사무라이 잭 - Adult Swim

### 최우수 학생 애니메이션
- 폴스 아파트 - 파로마 바에자 수상
- 크래들 - 데몬 매니
- 다른 곳 - 샤오 준이
- 굿 나잇, 에브리버즈! - 베네딕트 훔멜
- 원스 어 히어로 - 시아 리

### TV 애니메이션: 캐릭터 애니메이션상
- Trollhunters - Bruno Chiou 외 3명 수상
- DreamWorks Trolls Holiday - Ben Willis
- DreamWorks Trolls Holiday - Kevan Shorey
- DreamWorks Trolls Holiday - Onur Yeldan
- Tumble Leaf - Michael Granberry 외 4명

### 장편 애니메이션: 캐릭터 애니메이션상
- 코코 - 존 춘 치우 리 수상
- 코코 - 앨리슨 루틀랜드
- 빅 배드 폭스 - 마르코 응우옌 외 2명
- 보스 베이비 - 브라이스 맥거번
- 보스 베이비 - 라니 나마니

### 실사 촬영: 캐릭터 애니메이션상
- 혹성탈출: 종의 전쟁 - 다니엘 베렛 외 4명 수상
- 왕좌의 게임 7 - 폴 스토리 외 4명
- 가디언즈 오브 갤럭시 VOL. 2 - 아르슬란 엘버 외 3명
- 콩: 스컬 아일랜드 - 잔스 루빈치크 외 3명
- 발레리안: 천 개 행성의 도시 - 안드레이 코발 외 4명

### 비디오 게임: 캐릭터 애니메이션상
- Cuphead - Tina Nawrocki 수상
- Cuphead - Hanna Abi-Hanna
- Hellblade: Senua's Sacrifice - Chris Goodall 외 2명
- Horizon Zero Dawn - Richard Oud 외 4명
- Uncharted: The Lost Legacy - Almundena Soria 외 3명

### TV 애니메이션: 캐릭터 디자인상
- 사무라이 잭 - 크레이그 켈만 수상
- Buddy Thunderstruck - Ryan Wiesbrock 외 4명
- Danger & Eggs - Mike Owens
- 탱글드: 더 시리즈 - 셰인 프리그모어 외 3명
- Trollhunters - Jules Rigolle 외 4명

### 장편 애니메이션: 캐릭터 디자인상
- 코코 - 다니엘 아리아가 외 4명 수상
- 슈퍼배드 3 - 에릭 가일론
- 스머프: 비밀의 숲 - 패트릭 메이트
- 보스 베이비 - 조 모셔
- 더 브레드위너 - 레자 리아히 외 2명

### TV 애니메이션: 감독상
- Disney Mickey Mouse - Dave Wasson 외 2명 수상
- Dragons: Race To The Edge - T.J. Sullivan
- 탱글드: 더 시리즈 - 톰 콜필드 외 1명
- The Simpsons - Treehouse Of Horror XXVIII - Timothy Bailey
- Trollhunters - Andrew Schmidt

### 장편 애니메이션: 감독상
- 코코 - 리 언크리치 수상
- 빅 배드 폭스 - 벤자민 레너 외 1명
- 보스 베이비 - 톰 맥그라스
- 더 브레드위너 - 노라 트메이
- 레고 배트맨 무비 - 크리스 맥케이

### TV 애니메이션: 음악상
- Disney Mickey Mouse - Christopher Willis 수상
- Home Adventures With Tip & Oh - Alex Geringas
- Lego Star Wars: The Freemaker Adventures - Michael Kramer
- 파워퍼프 걸 - TV 시리즈 - 마이클 A. 레이건 외 1명
- Tumble Leaf - Lisbeth Scott

### 장편 애니메이션: 음악상
- 코코 - 마이클 지아치노 외 4명 수상
- 캡틴 언더팬츠 - 테오도르 샤피로
- 러빙 빈센트 - 클린트먼셀
- 올라프의 겨울왕국 어드벤처 - 크리스토퍼 벡 외 3명
- 더 브레드위너 - 미하엘 다나 외 2명

### TV 애니메이션: 미술상
- 사무라이 잭 - 스캇 윌스 수상
- Big Hero 6 The Series - Mark Taihei 외 4명
- Disney Mickey Mouse - Jenny Gase-Baker 외 1명
- June - Jasmin Lai 외 4명
- The Loud House - Amanda Rynda 외 4명

### 장편 애니메이션: 미술상
- 코코 - 할리 제섭 외 4명 수상
- 페르디난드 - 토머스 카르돈 외 4명
- 발레리나 - 플로렌트 마수렐 외 3명
- 메리와 마녀의 꽃 - 토모타카 쿠보 외 2명
- 더 브레드위너 - 시아란 더피 외 2명

### TV 애니메이션: 스토리보딩상
- Disney Mickey Mouse - Eddie Trigueros 수상
- Home For The Holidays - Ben Bury
- 니코 앤 더 스워드 오브 라이트 - 킴 아른트 외 1명
- Trollhunters - David Woo
- Trollhunters - Hyunjoo Song

### 장편 애니메이션: 스토리보딩상
- 코코 - 딘 켈리 수상
- 코코 - 매들린 샤라피안
- 보스 베이비 - 글렌 하몬
- 더 브레드위너 - 줄리앙 르나르
- 더 크리스마스 - 루이 델 카멘

### TV 애니메이션: 성우상
- SpongeBob SquarePants - 톰 케니 수상
- 보잭 호스맨 - 웬디 말릭
- Bunsen Is A Beast - Jeremy Rowley
- Disney Mickey Mouse - Chris Diamantopoulos
- The Amazing World Of Gumball - Nicolas Cantu

### 장편 애니메이션: 성우상
- 코코 - 안소니 곤잘레스 수상
- 캡틴 언더팬츠 - 닉 크롤
- 더 브레드위너 - 사라 초드리
- 더 브레드위너 - 라라 새디크
- 레고 배트맨 무비 - 자흐 갈리피아나키스

### TV 애니메이션: 각본상
- Rick And Morty - Ryan Ridley 외 1명 수상
- Archer - Adam Reed
- Disney Mickey Mouse - Darrick Bachman
- Milo Murphy’s Law - Joshua Pruett
- Trollhunters - AC Bradley 외 4명

### 장편 애니메이션: 각본상
- 코코 - 애드리언 몰리나 외 1명 수상
- 러빙 빈센트 - 도로타 코비엘라 외 2명
- 메리와 마녀의 꽃 - 사카구치 리코 외 3명
- 더 브레드위너 - 아니타 도론 외 1명

### TV 애니메이션: 편집상
- 사무라이 잭 - 폴 더글라스 수상
- 밥스 버거스 - 마크 시모어 외 2명
- 보잭 호스맨 - 호세 L. 마르티네즈
- Dinotrux - William Rinaldi 외 2명
- Pickle And Peanut - John Royer

### 장편 애니메이션: 편집상
- 코코 - 스티브 브룸 외 3명 수상
- 페르디난드 - 해리 히트너 외 1명
- 더 브레드위너 - 데렉 번
- 레고 배트맨 무비 - 데이비드 버로우즈 외 2명
- 더 크리스마스 - 팜 지겐하겐